# پروتکل قابل اعتماد کاربر داده
در شبکه‌های رایانه‌ای، پروتکل قابل اعتماد کاربر داده (RUDP) (به انگلیسی: EKV MOSFET model) یک پروتکل لایه انتقال است که در آزمایشگاه‌های Bell برای سیستم عامل Plan 9 طراحی شده‌است. از آنجایی که تحویل تضمینی بسته‌های اینترنتی مطلوب ما است و TCP پیچیدگی / سربار را بیش از حد اضافه می‌کند، هدف این پروتکل ارائه راه حلی است که در آن UDP خیلی ابتدایی باشد. به همین منظور دستیابی RUDP به کیفیت خدمات بالاتر ایجاد شد، در واقع RUDP ویژگی‌هایی مشابه TCP با سربار کمتری را پیاده‌سازی می‌کند.

## پیاده‌سازی‌ها
این پروتکل به منظور اطمینان از کیفیت، پروتکل UDP را با اضافه کردن ویژگی‌های زیر گسترش می‌دهد:
1. اعلام دریافت از بسته‌های دریافت شده به کمک ACK
2. پنجره‌بندی کردن و کنترل جریان
3. ارسال مجدد بسته‌های گمشده
4. بافر کردن (سریعتر از پخش در زمان واقعی)

RUDP در حال حاضر یک استاندارد رسمی نیست، اما در سال ۱۹۹۹ در یک پیش نویس اینترنتی IETF توضیح داده شد. این پروتکل برای استانداردسازی پیشنهاد نشده‌است.

## سیسکو RUDP
سیسکو در پایانه سیگنالینگ لینک خود (مستقل یا یکپارچه در دروازه دیگر) از RUDP برای backhauling مربوط به SS7 MTP3 یا ISDN سیگنالینگ استفاده می‌کند.
1. RUDP v0 (بدون چک) برای backhaul SS7 MTP3 استفاده می‌شود.
2. RUDP v1 (همراه با چک) برای ISDN PRI بوش مورد استفاده قرار می‌گیرد.

نسخه‌های مختلف با یکدیگر ناسازگار هستند و کمی با پیش نویس IETF متفاوت هستند.  ساختار مدیریت نشست سیسکو که در بالای RUDP استفاده می‌شود نیز متفاوت است.

## مایکروسافت R-UDP
مایکروسافت پروتکل دیگری را به نام R-UDP معرفی کرد و از آن در محصول MediaRoom (که اکنون متعلق به اریکسون است) برای ارائه خدمات IPTV از طریق شبکه‌های چند مرحله ای استفاده کرد. این یک پروتکل اختصاصی است و کاربرد کمی دارد و تصور نمی‌شود که بر اساس پیش نویس IETF ارجاع شده فوق باشد.